# Спектрально-двойные звёзды
Спектрально-двойной называют  систему двойных звёзд, если двойственность обнаруживается при помощи спектральных наблюдений. Обычно это системы, у которых скорости компонентов достаточно велики, а расположены они настолько близко, что увидеть их раздельно с использованием современных телескопов невозможно. В результате орбитального движения звёзд вокруг центра масс одна из них приближается к нам, а другая от нас удаляется, их лучевые скорости (вдоль направления на наблюдателя) неодинаковы и, как следствие эффекта Доплера, это приводит к сдвигу спектральных линий одной звезды относительно другой. Поэтому на спектрах двойных звёзд наблюдается расщепление спектральных линий. У приближающейся звёзды они смещены к фиолетовому краю спектра, у удаляющейся — к красному. Периодическое изменение лучевой скорости приводит и к периодическому изменению сдвигов соответствующих линий.
Расщепление спектральных линий наблюдается в системах, где оба компонента – яркие звёзды. Однако, когда один из них слабее по сравнению с другим, то на спектрах будут видны линии только одной (более яркой) звёзды. Их смещение тоже будет периодически изменяться. Проводя систематические наблюдения таких смещений, можно установить их зависимость от времени и вычислить основные характеристики: массы компонентов двойной системы, расстояние между ними, эксцентриситет и ориентацию орбиты.